# Marion Maréchal
Marion Maréchal (Saint-Germain-en-Laye, Yvelines, 10 de dezembro de 1989) nome completo de Marion Jeanne Caroline Le Pen, é uma política francesa, a mais jovem deputada da história da França, eleita, com 22 anos de idade, pelo terceiro distrito eleitoral de Vaucluse, em 22 de junho de 2012. Ela era então um dos três deputados do Front National na Assembleia Nacional Francesa.
É neta de Jean-Marie Le Pen, ex-presidente da Frente Nacional e sobrinha de Marine Le Pen atual presidente do Reagrupamento Nacional. 